# Federación Paraguaya de Atletismo
La Federación Paraguaya de Atletismo (FPA) es la institución rectora del atletismo en Paraguay.

## Afiliaciones
Esta confederación está afiliada a las siguientes organizaciones internacionales:
- World Athletics
- Confederación Sudamericana de Atletismo (CONSUDATLE)
- Asociación Panamericana de Atletismo
- Asociación Iberoamericana de Atletismo

## Competiciones anuales
- Campeonato Nacional de Cross Country[2]
- Torneo Criollo[3]
- Torneo Abierto Evaluativo Gran Prix[3]
- Torneo Paraguay Marathon Club (PMC)[3]
- Torneo Club Atlético de Paraguarí (CAP)[3]
- Torneo Asociación Misionera de Atletismo (AMA)[3]
- Torneo Sajonia[3]
- Torneo Club Atlético Ñandú (CAÑ)[3]
- Torneo Villarrica Running Club (VRC)[3]
- Torneo Asociación de Atletismo del Alto Paraná (AAAP)[3]
- Torneo Club de Atletismo de Encarnación (CAE)[3]
- Interclubes Mayores[3]
- Torneo Sol de América (SOL)[3]
- Torneo Unix Track Club (UTC)[3]
- Torneo Eladio Fernández Running Club (EFRC)[3]
- Torne Club Atlético Águilas del Sur 15 de Mayo (CAAS)[3]
- Campeonato Nacional de Mayores[4]
- Campeonato de la Familia[5]
- Evaluativo de Menores[5]
- Campeonato de la Victoria[3]
- Torneo Asociación Paraguaya de Atletismo Master (ASOPAMA)[3]